# Сан Поло д'Енца
Вижте пояснителната страница за други значения на Сан Поло.
Сан По̀ло д'Ѐнца (на италиански: San Polo d'Enza, на местен диалект Sân Pôl, Сан Пол) е градче и община в Северна Италия, провинция Реджо Емилия, регион Емилия-Романя. Разположено е на 166 m надморска височина. Населението на общината е 6005 души (към 2013 г.).